# ジーン・クランツ
ジーン・クランツ（英語: Eugene Francis "Gene" Kranz, 1933年8月17日 -）は、アメリカの航空宇宙エンジニア、元戦闘機パイロット、NASAの元フライトディレクター兼マネージャーである。クランツはNASAの2番目のチーフフライトディレクターを務め、ジェミニ計画および、最初の月面着陸ミッションであるアポロ11号を含むアポロ計画のミッションを指揮した。彼は、アポロ13号の宇宙飛行士を救うためにミッションコントロールチームを指揮して成功を収めたことで最もよく知られており、同ミッションを題材とした映画『アポロ13』では俳優のエド・ハリスがクランツを演じた。彼はまた、短く刈り込んだフラットトップヘアスタイルと、彼のフライトディレクターとしての業務のために妻のマルタ・クランツが作った、さまざまなスタイルと素材によるこざっぱりとした「ミッション」ベスト（ウェストコート）でも知られている。
彼と同じ時代に活躍したアメリカ人宇宙飛行士達のよき友でもあったクランツは、米国の有人宇宙探査の歴史の中でも卓越し生彩に富んだ人物としてあり続けている。彼は有名な「タフで有能」というフレーズの生みの親とされており、それは後に「クランツの金言 (dictum)」と呼ばれるようになった。また彼は多くの映画やドキュメンタリー、本や雑誌の主題となっている。クランツは大統領自由勲章を1970年に受賞した 。2010年の米国宇宙財団による調査では、クランツは最も人気のある宇宙ヒーローの第2位にランクされた。

## 若年期と初期のキャリア
1933年8月17日、クランツは、オハイオ州トレドで生まれ、中央カトリック高校に通っていた。彼はウィリスオーヴァーランドのジープ生産工場を見下ろす農場で育った。彼の父、レオ・ピーター・クランツはドイツ移民の息子であり、第一次世界大戦中はアメリカ陸軍の衛生兵を務めていた。1940年、クランツがわずか7歳だった時に彼の父は亡くなっている。クランツには、ルイーズとヘレンの2人の姉がいる。
クランツは幼い頃から宇宙に興味を持っており、彼は高校において「惑星間ロケットの設計と可能性」と題した、月へ向けた単段式宇宙輸送機（SSTO）ロケット飛行についての論文を書いた。1951年に高校を卒業した後、クランツは大学に進学した。彼は1954年にセントルイス大学のパークスカレッジ（工学部および航空学部からなる）で航空工学の理学士号を取得して卒業した。彼は米空軍予備役軍団の少尉として任務を受け、1955年にテキサスのラックランド空軍基地でパイロット訓練を修了した。航空機搭乗員バッジを受け取ってすぐに、メキシコ革命下のメキシコから逃亡したメキシコ移民の娘、マルタ・カディナと結婚した。クランツは韓国に派遣され、F-86セイバーによる朝鮮DMZ周辺のパトロール作戦に従事した。
韓国での任務を終えた後、クランツは空軍を離れ、マクドネル・エアクラフトコーポレーションに勤務し、ホロマン空軍基地の研究センターでアメリカ空軍向けの新しい地対空ミサイル（SAM）と空対地ミサイルの研究とテストを支援した。1962年、クランツは大尉として空軍予備役軍団から除隊した。

## NASAの経歴

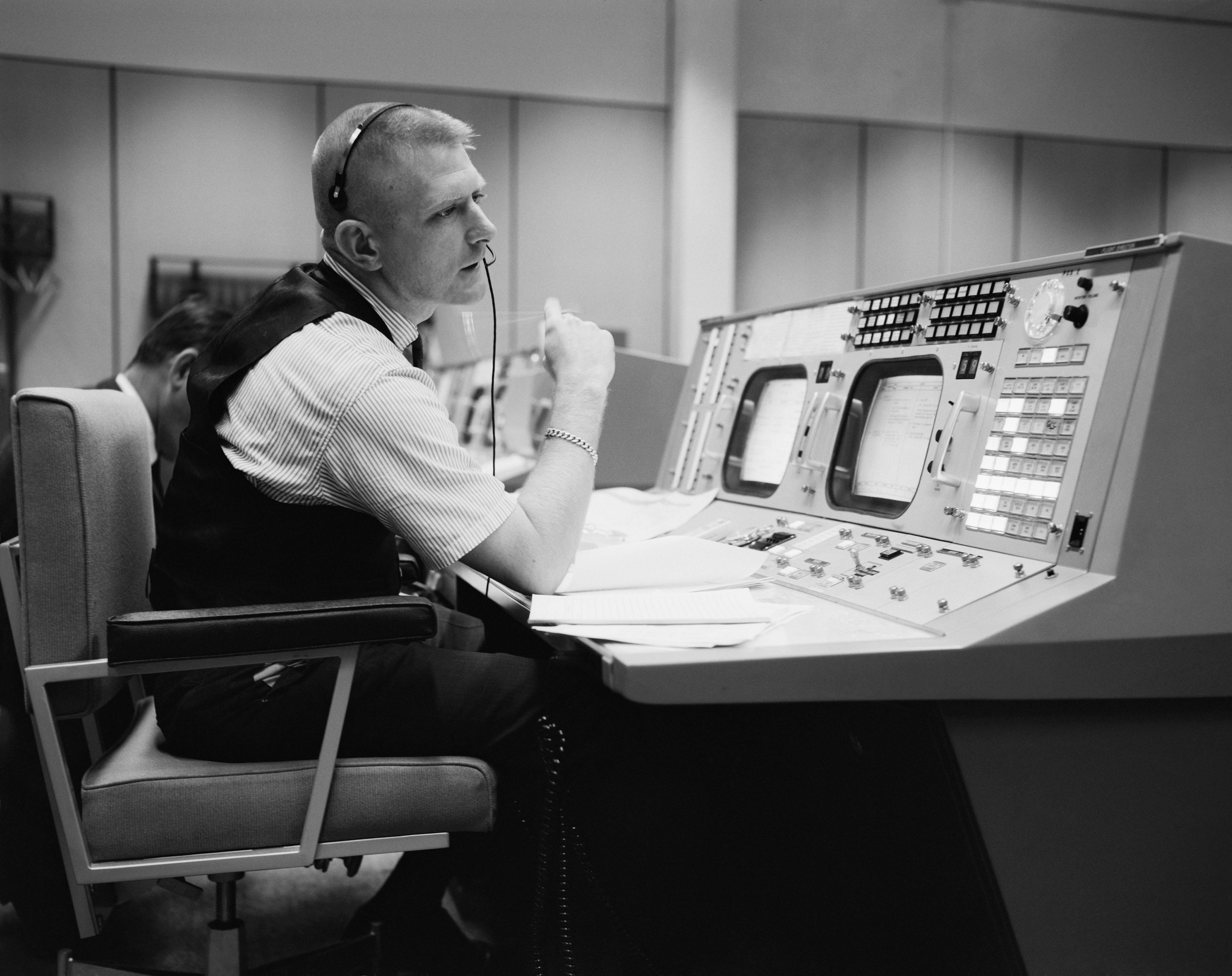
1965年5月30日、ヒューストンのミッションコントロールセンターのミッションオペレーションコントロールルームにあるコンソール前のクランツ。

ホロマン空軍基地での研究試験を完了した後、クランツはマクドネルダグラスを離れ、NASAスペースタスクグループに加わり、その後バージニア州のラングレー研究所に異動した。NASAではフライトディレクターのクリストファー・クラフトから、無人マーキュリーレッドストーン1 （MR-1）テストのミッションコントロール手順担当官に任命された。（クランツの自伝では、打ち上げに失敗したため「4インチフライト」と呼ばれている）
手順担当官として、クランツはマーキュリーコントロールとフロリダ州ケープ・カナベラルの発射管理チームとの統合を任され、ミッションを計画どおりに継続するか中止するかの手続きを定めた、いわゆる「Go / NoGo」手順書を作成した。このとき同時に、ケープ・カナベラルのコントロールセンターと、当局が世界中に持つ14の追跡ステーションおよび2つの追跡船（テレタイプ端末経由）との間の一種の交換手を務めている。クランツは、アメリカ人をそれぞれ宇宙および周回軌道に最初に送り込んだMR-3とMA-6の飛行を含む、すべての無人および有人のマーキュリーの飛行に対してこの役割を果たしている。
MA-6の後、彼は1962年5月にスコット・カーペンターが搭乗したマーキュリー・アトラス7号 (MA-7) のアシスタントフライトディレクターに昇格した。MA-7は、アシスタントフライトディレクター（AFD）としての彼の最初の任務で、クリストファー・クラフト（MA-7のフライトディレクター）を補佐した。クランツとクラフトは、事故の起きたMA-7が救われたのはミッションコントロール全体の努力のお陰だとしているが、主要な役割を果たしたのが彼らだった。
彼はマーキュリーの残り二つおよびジェミニの最初の三つのフライトで AFD を引き続き担当した。その後のジェミニ計画のフライトにおいて彼はフライトディレクターに昇格し、1965年に米国初のEVAおよび4日間の飛行時間を達成したジェミニ4号では、最初のシフト、いわゆる「オペレーションシフト」を務めた。ジェミニ計画の後、彼はアポロ5、7、9号を含む奇数のアポロミッションでフライトディレクターを務め、またアポロ5号では月着陸船の最初の（そして唯一の）無人試験を成功させた。1969年7月20日に月着陸船イーグルが月面着陸したとき、彼はアポロ11号のフライトディレクターを務めていた。
クランツは、有人アポロ計画のための最初の飛行ディレクターの1人に選ばれた。クランツは、マーキュリーおよびジェミニ計画で請負業者のマクドネル・ダグラスと協力していたが、アポロ計画ではロックウェルが新しい請負業者となった。クランツは、ロックウェルは当時、航空工学の分野では主要な存在ではあったものの、宇宙産業では新参で経験が浅かったと述べている。アポロ計画の部門長に任命されたクランツの業務には、ミッションの準備および設計、手順書の作成、および各種ハンドブックの整備が含まれていた。クランツは、アポロ計画と他計画との違いは、時間が重要な因子であったことだと述べている。他の計画では十分な時間が割り当てられていた一方、アポロ計画ではその余裕は与えられなかった。NASAによる書籍『アポロ計画を成功させたのは何か』には、クランツとジェイムズ・オーティス・コヴィントンによって書かれた飛行制御に関するセクションがあり、アポロ計画の飛行制御部門についてより詳細な情報を提供している。

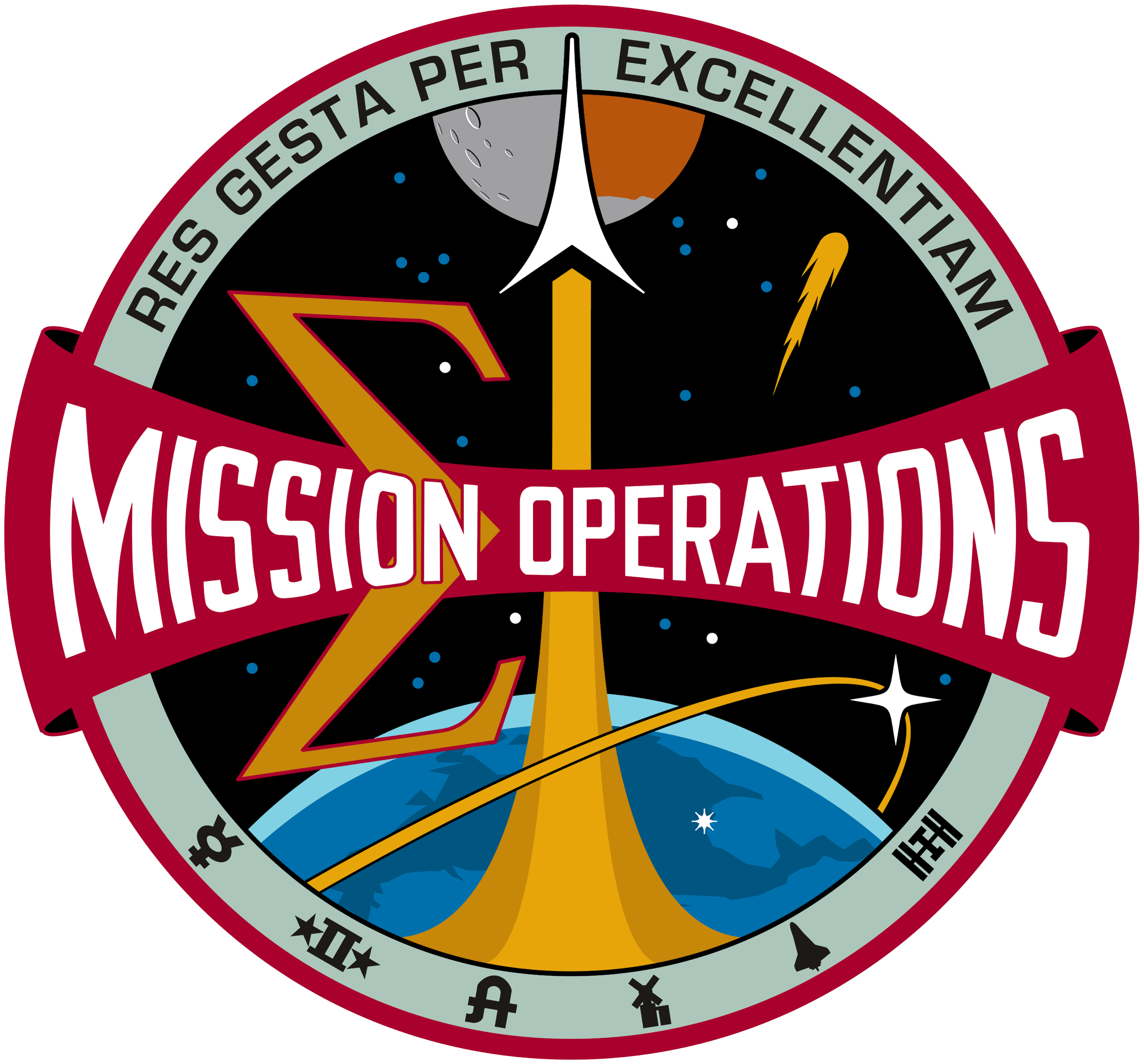
ミッションコントロールのロゴ。「Res Gesta Per Excellenceiam」は、卓越性を通じて達成することを意味する。

クランツは、ミッションコントロールのロゴは興味深いもので、献身・チームワーク・規律・士気・タフ・有能・リスク・犠牲を想起させると述べている。

## 功績
- アメリカ航空宇宙学会：ローレンススペリー賞、1967年
- セントルイス大学：同窓生功労賞、1968年; 1993年創設者賞;名誉科学博士、2015年
- NASA Exceptional Service Medal 、1969年および1970年
- 大統領自由勲章、1970年
- ワシントンDCのダウンタウンジェイシーズアーサーS.フレミング賞– 1970年に政府に奉仕した10人の傑出した若者の1人
- NASA Distinguished Service Medal 、1970、1982、および1988
- NASA優秀リーダーシップメダル、1973年および1993年
- NASA SES Meritorious Executive 、1980、1985、1992
- アメリカ宇宙航行学会：AASフェロー、1982年;宇宙飛行賞、1987年
- ロバートR.ギルルース賞、1988年、ノースガルベストン郡ジェイシーズ
- 国立宇宙クラブ; 1992年の宇宙工学エンジニアオブザイヤー賞
- セオドアフォンカルマンレクチャーシップ、1994年
- カリフォルニア州ホーソーンの「アポロ13号の乗組員の安全な帰還」で1995年の航空史賞を受賞
- 1996年ミルウォーキー工科大学名誉工学博士
- ルイスバウアー講師、航空宇宙医学協会、2000年
- アラバマ州マクスウェル空軍基地の空軍空軍司令部およびスタッフカレッジで航空宇宙および航空のパイオニアを称える「2004年および2006年のギャザリングオブイーグルス」に選ばれました。
- ジョングレンレクチャー、スミソニアン国立航空宇宙博物館、2005年
- ロイド・ノーレン、2005年航空賞の生涯業績
- ライト兄弟レクチャー–ライトパターソン空軍基地、2006年
- NASA探査大使、2006年
- スペースアチーブメントのナショナルスペーストロフィーに対するロータリーナショナルアワード、2007年
- 空軍ROTCDistinguished Alumni Award、2014年
- 国立航空殿堂、2015年[8]
- セントルイス大学名誉理学博士、2015年
- グレートアメリカンアワード、オールアメリカンボーイズコーラス、2015年
- アメリカ革命の娘たち（DAR）名誉勲章、2017年
- ドナルド・D・エンゲン副提督、米海軍（Ret。 ）、フライトジャケットナイトレクチャー、スミソニアン国立航空宇宙博物館–国立航空宇宙協会、2018年11月8日
- 2020年、オハイオ州トレド空港はユージンFクランツトレドエクスプレス空港に改名